# ميسنغ إن أكشن (فلم)
ميسنغ إن أكشن (بالإنجليزية:Missing in Action) ، أي مفقود في الحركة، هي فيلم أمريكي أنتجت سنة 1984 من قبل شركة كانون الأمريكية .

## قصة الفيلم
يقوم بطل الفيلم تشاك نوريس للذهاب إلى فيتنام لغرض إخراج ماتبقى من أسرى الحرب الأمريكيين.

## وصلات خارجية
- مقالات تستعمل روابط فنية بلا صلة مع ويكي بيانات